# Patrocl (Porombac)
Patrocl (světským jménem: Anatolie Vasile Porombac; * 31. října 1976, Racovăţ) je moldavský duchovní Moldavské pravoslavné církve, biskup dondușenský a vikář edineţské eparchie.

## Život
Narodil se 31. října 1976 ve vesnici Racovăţ rajónu Soroca.
Roku 1994 nastoupil na Kišiněvský duchovní seminář a 6. března 1997 byl přijat mezi bratry monastýru Noul Neamț. Dne 1. ledna 1998 přijal mnišský postřih se jménem Patrocl na počest svatého Patrokla z Troyes.
Dne 12. června 1998 byl metropolitou kišiněvským a celého Moldavska Vladimirem (Cantareanem) rukopoložen na diákona. Od stejného roku byl asistentem inspektora, přednášejícím a sekretářem kanceláře Kišiněvského duchovního semináře. Kněžské svěcení přijal 28. března 1999 z rukou biskupa edineţského Dorimedonta (Cecana). Stal se knězem v Briceni.
Od 1. listopadu 1999 byl duchovním ženského monastýru Rudi. Studoval na Kyjevské duchovní akademii, kterou dokončil roku 2008. Dne 8. ledna 2005 byl povýšen na igumena a 24. dubna 2011 na archimandritu.
Dne 20. října 2011 byl jmenován sekretářem oddělení pro monastýry a mnišství edineţské eparchie a 23. října 2023 byl převeden do funkce předsedy tohoto oddělení.
Dne 12. března 2024 jej Svatý synod zvolil biskupem dondușenským a vikářem edineţské eparchie. Biskupská chirotonie proběhla 21. dubna v katedrálním chrámu Narození Krista v Kišiněvě. Hlavním světitelem byl metropolita kišiněvský Vladimir (Cantarean).